# Никольское (Александровский район, Владимирская область)
Никольское — деревня в Александровском муниципальном районе Владимирской области России, входит в состав Андреевского сельского поселения.

## География
Деревня расположена в 16 км к востоку от города Александрова, на правом берегу реки Малый Киржач (бассейн Клязьмы).

## История
Село Никольское известно с XIV века. В старину село было присёлком дворцового села Андреевского. В патриаршей окладной книге за 1628 год упомянута «церковь Николы Чудотворца в Микулинском на малом Киржаче». В 1729 году храм был перестроен, в 1831 году построена ныне существующая каменная Никольская церковь с каменной колокольней. В церкви было два престола: один – Святителя Николая, второй – тёплый, в трапезной, Апостола и Евангелиста Иоанна Богослова. Храм был приписан к Никольской церкви соседнего села Соколово, разрушенной в советское время, её священники совершали богослужения и в этом храме. В советское время храм был закрыт (в 1930-е гг.), разрушена колокольня. 
В XIX и первой четверти XX века село входило в состав Андреевской волости Александровского уезда. 
В годы Советской власти до 1998 года село входило в состав Майского сельсовета.

## Население
| 1859 | 1905 | 1926 | 2002 | 2010 | 2021 |
| ---- | ---- | ---- | ---- | ---- | ---- |
| 204  | ↗245 | ↘218 | ↘0   | →0   | ↗4   |

## Достопримечательности
В деревне располагается Церковь Николая Чудотворца (1831).